# Музическу, Флорика
Флорика Музическу (рум. Florica Musicescu; 21 мая 1887, Яссы — 19 марта 1969, Бухарест) — румынская пианистка и музыкальный педагог, дочь Гавриила Музическу.
На протяжении многих десятилетий преподавала в Бухарестской консерватории. Учениками Музическу были выдающиеся пианисты: Дину Липатти, Раду Лупу, Мындру Кац, Мириам Марбе, Михай Бредичану и другие.